# The Leisure Seeker
The Leisure Seeker es una película de comedia y drama de 2017 dirigida por Paolo Virzì, en su primer largometraje en inglés. La película está basada en la novela 2009 del mismo nombre de Michael Zadoorian. Es protagonizada por Donald Sutherland y Helen Mirren, actuando juntos por primera vez desde la película de 1990 Bethune: The Making of a Hero. Se proyectó en la sección principal de la competencia del 74.º Festival Internacional de Cine de Venecia. Mirren recibió una nominación al Globo de Oro por su trabajo en la película. 

## Sinopsis
Viajando en un vehículo recreativo de Winnebago, John y Ella Spencer realizan un último viaje por carretera desde Wellesley, Massachusetts, a la Casa de Ernest Hemingway en los Cayos de la Florida antes de que su demencia y su cáncer puedan alcanzarlos. 

## Reparto
- Donald Sutherland como John Spencer.
- Helen Mirren como Ella Spencer.
- Janel Moloney como Jane Spencer.
- Kirsty Mitchell como Jennifer Ward.
- Robert Pralgo como Phillip.
- Christian McKay como Will Spencer.
- Dick Gregory como Dan Coleman.
- Mylie Stone como Emily Ward.
- Dana Ivey como Lillian.

## Producción

### Desarrollo
La película reunió al director Paolo Virzì con los productores Fabrizio Donvito, Benedetto Habib y Marco Cohen de Indiana Production Company, desde su colaboración en Human Capital y Like Crazy, que también ganó muchos premios en festivales. También es la primera película del director rodada únicamente en inglés. Sutherland y Mirren habían colaborado previamente como pareja de casados en la saga dirigida por Phillips Borsos en China, Bethune: The Making of a Hero, y esta es su primera película juntos en 27 años.

### Rodaje
El rodaje de la película comenzó en julio de 2016 en Atlanta, donde los autos de la tripulación se dañaron en el escenario por inundación. Se envió una convocatoria de casting para extras, y la filmación también tuvo lugar en Stone Mountain y Dunwoody, Georgia. Otras escenas importantes incluyen Jekyll Island, Georgia, US 1 en Key West y Hemingway House en Key West, Florida. Fisherman's Hospital está ubicado en Marathon, Florida.

## Estreno
La película fue vendida en Cannes por BAC Films, que también se encargaría de las ventas internacionales y distribuiría la película en Francia, mientras que CAA corresponderá a los derechos en América del Norte. El 30 de agosto de 2017, Focus Features adquirió los derechos de la película en el Reino Unido. Fue estrenada el 9 de marzo de 2018. 

## Recepción
The Leisure Seeker recibió reseñas mixtas de parte de la crítica y ligeramente más positivas de la audiencia. En el sitio web especializado Rotten Tomatoes, la película posee una aprobación de 38%, basada en 109 reseñas, con una calificación de 5.2/10 y con un consenso crítico que dice: "The Leisure Seeker ciertamente no sufre de escasez de talento como actor, pero en gran parte se desperdicia en un drama predecible y difuso con poco que decir." De parte de la audiencia tiene una aprobación de 57%, basada en 538 votos, con una calificación de 3.4/5.
El sitio web Metacritic le dio a la película una puntuación de 45 de 100, basada en 23 reseñas, indicando "reseñas mixtas". En el sitio IMDb los usuarios le asignaron una calificación de 6.7/10, sobre la base de 9054 votos. En la página web FilmAffinity la cinta tiene una calificación de 6.1/10, basada en 1139 votos.